# 1701 w sztukach plastycznych
Wydarzenia w sztukach plastycznych i wizualnych w 1700 roku.

## Urodzili się
- 28 kwietnia – Françoise Basseport, francuska malarka.
- 4 czerwca – Theodoor Verhaegen, holenderski rzeźbiarz.
- 16 grudnia – Olof Arenius, szwedzki malarz portrecista.
- 21 grudnia – Guillaume Taraval, szwedzki malarz pochodzenia francuskiego.

## Zmarli
- 1 stycznia – Henri Gascar, francuski malarz, aktywny w Anglii.
- 28 marca – Domenico Guidi, włoski rzeźbiarz[1].
- 29 czerwca – Pieter Mulier (młodszy), holenderski malarz[2].
- 16 lipca – Justus Danckerts, holenderski grafik.